# Warp Records
Warp Records är ett independiskt brittiskt skivbolag, grundat i Sheffield 1989.